# パンダ物語
『パンダ物語 熊猫的故事』（ぱんだものがたり）は、1988年の東宝映画。日中国交正常化15周年、日中平和友好条約10周年記念作品。中国四川省を舞台に日本人の女性飼育係とパンダや中国の人々との交流を描く。ビデオ（VHSのみ）が発売されたが、DVD化はされていない。
1987年初春にあった製作発表では「ヒロインに歌手の八木さおり、ヒロインの父に宇津井健、他に小林桂樹、西城秀樹らが決定しており、松田聖子にも出演交渉中。田中壽一プロデューサーは『パンダをめぐる愛情物語で、自然保護を訴え、世界平和のテーマにも持っていきたい。中国にも快く協力してくれることになり、米ユニヴァーサル映画からも世界配給の申し込みがある。日本映画の世界進出という意義もある…』と抱負を述べた。製作費6億円。（1987年）4月に実景撮影を開始、5月に日本部分、6月から12月にかけて中国ロケを行う」などと報道された。

## ストーリー
動物園の飼育係として働く佳代の夢は、いつかパンダを飼育することだった。が、間もなく中国留学が決まり、夢は実現した。佳代は四川省へ着くなり、少年の龍龍と出会って一緒に傷ついた子パンダを助けた。その子パンダは元気を取り戻し華華と名づけられたが、ある日行方不明になってしまう。

## キャスト
- 松崎佳代：八木さおり
- 龍龍：方超
- 松崎えり子：星由里子
- 位姆：姜黎黎
- 卓瑪：呉円
- ：顔世魁
- 郭鋭：陳鋭
- 松崎善太郎：米倉斉加年
- 島尾泰介：新藤栄作
- 吉岡達也：光石研
- 宮脇誠一：宇津井健
- アニメーション語り：常田富士男

## スタッフ
- 製作総指揮：古岡滉
- 企画・製作者：田中壽一
- 製作者：深野宏・南勉・林瑞栄
- プロデューサー ：高橋義明・石矢博・田上純司
- 脚本：水島総・錢道遠
- 監督：新城卓
- 音楽：井上尭之
- 主題曲：八木さおり「SAYONARA」
- 助監督：中田信一郎・李保平
- 整音：西尾昇、多良政司
- 音響効果：佐々木英世
- 現像：IMAGICA
- スタジオ：東宝スタジオ
- 特別協賛：ニコニコドー
- 日本側ロケ協力：日本平動物園、小田急電鉄
- 中国側協力：北京科学教育電影制片廠、中華人民共和国林業部、四川省林業庁、臥龍大熊猫研究中心、黒龍江省文化庁、九寨溝自然保護区、平武県王朗自然保護区、黒龍江省亜布力林業局
- 製作協力：中国電影合作製片公司、峨眉電影製片廠
- 製作：学習研究社・田中プロモーション・四季会・パンダスタンプ・IMAGICA